# Lubuk Gedang (Lubuk Pinang)
Lubuk Gedang is een bestuurslaag in het regentschap Muko-Muko van de provincie Bengkulu, Indonesië. Lubuk Gedang telt 1591 inwoners (volkstelling 2010).